# Corredor de Donegal
El corredor de Donegal era un segment d'espai aeri irlandès que enllaça el Lough Erne amb les aigües internacionals de l'oceà Atlàntic a través del qual el Govern Irlandès va permetre el vol a l'aviació militar britànica durant la Segona Guerra Mundial. Això va ser una violació de la neutralitat irlandesa i no se li va donar publicitat en el moment.

## Antecedents
Quan la Segona Guerra Mundial va esclatar en setembre de 1939 Irlanda es va mantenir neutral, d'acord amb la seva política predeclarada de neutralitat.
Poc després va començar la batalla de l'Atlàntic. Els submarins alemanys van atacar combois aliats en l'Oceà Atlàntic, on es van enfonsar centenars de vaixells i provocaren milers de morts, provocant una situació molt greu per a les forces aliades. Al desembre de 1940 es va realitzar una enquesta per a establir bases d'hidroavions al Lough Erne. Aquest era el punt més occidental al Regne Unit, des d'on els avions podien patrullar l'Atlàntic i oferir certa protecció als combois de transport contra els temuts submarins. A principis de 1941 els primers hidroavions van aterrar a Lough Erne. No se'ls va permetre volar sobre el territori d'Eire. Això significava que tenien primer a volar cap al nord, a continuació, canviar la seva trajectòria de vol i anar a l'oest.
Els combois que anaven al Regne Unit podien rebre alguna protecció des dels Estats Units i Canadà amb seu a Amèrica. Encara hi havia un buit on els submarins podrien causar estralls sense obstacles. Aquesta zona de l'Atlàntic mitjà es coneix com la "Black Gap". El govern irlandès va ser objecte d'una gran pressió dels anglesos i fins i tot els EUA, que en aquest moment eren neutrals, per a prescindir de la seva política de neutralitat i unir-se als aliats. La reunió va tenir lloc el gener de 1941 entre Eamon de Valera i Sir John Maffey, representant britànic a Dublín. Es va arribar a un acord pel qual es permetia volar als hidroavions des de la base de Lough Erne a través d'un tram de sis quilòmetres de territori neutral de Belleek (comtat de Fermanagh) a Ballyshannon al comtat de Donegal, i així accedir a l'Oceà Atlàntic. Aquest acord es va signar a l'Informe Cranborne. Per tranquil·litzar els alemanys aquests hidroavions se suposa que seguien una ruta definida i només en missions de rescat aeri o marítim.
Aquesta trajectòria de vol va ser conegut com a "Corredor de Donegal". L'acord inicial i les lleis es van modificar i els hidroavions van anar en missions a la meitat de l'Atlàntic, a la costa oest de França i a Islàndia per a protegir combois en aquestes rutes. Aquest va ser un punt d'inflexió en la batalla de l'Atlàntic, que va ser la batalla més llarga de la Segona Guerra Mundial. Es confirmà que uns 9 U-boots van ser enfonsats pels hidroavions de Lough Erne Sunderland i Catalina i molts altres resultaren tan danyades que havien de tornar a la seva base a França. Una de les més famoses missions del Catalina fou perseguir el Bismarck quan s'escapà a França.

## Ubicació
Situat entre Lough Melvin al comtat de Leitrim i el riu Erne al comtat de Donegal, estreta i separa el comtat de Fermanagh a Irlanda del Nord de la badia de Donegal i l'Atlàntic. El corrector de set milles es troba entre Belleek i la costa de Ballyshannon, al llarg del curs del riu Erne
La mateixa base es troba a RAF Castle Archdale

## Ús
El primer vol oficial al llarg del corredor va tenir lloc el 21 de febrer de 1941 amb hidroavions Supermarine Stranraer de l'Esquadró de la RAF núm. 240. Les condicions de la concessió incloïen que els vols s'havien de realitzar a una "bona alçada" i que les aeronaus no havien sobrevolar el campament militar de Finner, aquestes condicions semblen haver estat ignorades per ambdues bandes.
Un episodi notable va tenir lloc quan un hidroavió Consolidated PBY Catalina de l'Esquadró de la RAF núm 209 amb base a Lough Erne localitzà el cuirassat alemany Bismarck en 1941, que portà a la destrucció de la nau.